# Puos d’Alpago
Puos d’Alpago település Olaszországban, Veneto régióban, Belluno megyében.  Puos d’Alpago Chies d’Alpago, Farra d’Alpago, Ponte nelle Alpi, Tambre és Pieve d’Alpago községekkel határos.

## Népesség
A település lakossága az elmúlt években az alábbi módon változott: